# Hu Di
Ne doit pas être confondu avec Hu Die.
Hu Di (胡底, 1905 – septembre 1935) est un réalisateur chinois qui fut espion communiste. Après le massacre de Shanghai par le Kuomintang en 1927, Hu travaille comme taupe dans les services secrets nationalistes avec Qian Zhuangfei et Li Kenong. Le Premier ministre Zhou Enlai les surnomme les « Trois distingués travailleurs des renseignements du Parti ». Hu est exécuté en septembre 1935 par le renégat communiste Zhang Guotao durant la Longue Marche.

## Biographie
Hu est né sous le nom de Hu Baichang en 1905 dans la province de l'Anhui. Il utilise également les noms Hu Beifeng et Hu Ma.
En 1923, il entre à l'université de Chine à Pékin où il s'allie d'amitié avec Qian Zhuangfei et sa femme Zhang Wenhua,. En 1925, les trois rejoignent secrètement le Parti communiste chinois et travaillent en collaboration. Ils fondent la société cinématographique Guanghua et utilisent leur activité de réalisateurs comme couverture pour leurs opérations clandestines,. Après le massacre de Shanghai de 1927 par le Kuomintang, et l'exécution du chef communiste Li Dazhao à Pékin, les trois partent pour Shanghai où Hu trouve un travail à la société cinématographique de Shanghai,. Il rencontre le communiste Li Kenong et le présente à Qian.
En 1929, Qian réussit à infiltrer les services secrets nationalistes et est nommé coordinateur en chef du quartier-général des renseignements à Nankin, chargé de recruter plus d'espions. Cela permet à Hu Di et Li Kenong de rejoindre ce service comme taupes. Hu est nommé chef de l'unité des services secrets nationalistes de Tianjin, déguisée sous le nom d'« Agence d'informations de la Grande muraille », tandis que Li dirige l'unité de Shanghai, nommée « Service d'informations diffusées ». Leurs rapports d'espionnage aident l'armée rouge de la république soviétique chinoise du Jiangxi à contrecarrer les deux premières campagnes d'encerclement de Tchang Kaï-chek.
Le 24 avril 1931, Gu Shunzhang, le chef de la sécurité de Zhou Enlai et dirigeant de la redoutée brigade rouge du Parti communiste, est arrêté à Wuhan alors qu'il est en mission pour assassiner Tchang Kaï-chek,. Pour sauver sa vie, il rejoint la cause du Kuomintang et transmet toutes ses connaissances sur les organisations communistes. Qian Zhuangfei intercepte un télégramme envoyé par la police de Wuhan au quartier-général de Nankin, et délivre le message à Li Kenong à Shanghai qui en retour informe Zhou Enlai, et télégraphie à Hu Di, qui embarque immédiatement sur un navire étranger et quitte Tianjin pour Shanghai. En août 1931, Hu Di et Qian Zhuangfei quittent Shanghai pour la base communiste du Jiangxi.
En 1934, les communistes sont forcés d'évacuer leur base et commencent la Longue Marche. En juin 1935, l'armée rouge arrive au Sichuan où les commandants Zhu De et Zhang Guotao s'opposent quant à la direction à suivre. Zhu désire marcher au Nord vers Yan'an mais Zhang ordonne à ses hommes d'aller au Sud. Hu Di s'oppose au mouvement de Zhang. En retour, celui-ci l'accuse d'être un espion nationaliste et il est exécuté en septembre,.
Zhou Enlai surnomme plus tard Qian Zhuangfei, Li Kenong, et Hu Di, les « Trois distingués travailleurs des renseignements du Parti », et déclare que lui et les autres chefs communistes leur doivent la vie. Li, le seul des trois à assister à l'établissement de la République populaire de Chine, est décoré du rang de général en 1955, bien qu'il n'ait aucun expérience du combat.